# 魯菲吉河三角洲海戰
魯菲吉河三角洲海戰是指1914年10月–1915年7月11日間，即第一次世界大戰期間，在德屬東非 (今坦桑尼亚) 的魯菲吉河三角洲，德國海軍的柯尼斯堡號小巡洋舰與占數量優勢的英國海軍部隊的一場海戰。
英國海軍在此戰經過多次嘗試，最終成功擊沉困在河中的柯尼斯堡號。